# NBA Executive of the Year Award
L'NBA Executive of the Year Award è il premio conferito dalla lega americana al miglior general manager della stagione.

## Vincitori
|  | Eletto nella Basketball Hall of Fame |

| Season    | General manager     | Nazionalità | Squadra                 |
| --------- | ------------------- | ----------- | ----------------------- |
| 1972-1973 | Joe Axelson         | Stati Uniti | Kansas City-Omaha Kings |
| 1973-1974 | Eddie Donovan       | Stati Uniti | Buffalo Braves          |
| 1974-1975 | Dick Vertlieb       | Stati Uniti | Golden State Warriors   |
| 1975-1976 | Jerry Colangelo     | Stati Uniti | Phoenix Suns            |
| 1976-1977 | Ray Patterson       | Stati Uniti | Houston Rockets         |
| 1977-1978 | Angelo Drossos      | Stati Uniti | San Antonio Spurs       |
| 1978-1979 | Bob Ferry           | Stati Uniti | Washington Bullets      |
| 1979-1980 | Red Auerbach        | Stati Uniti | Boston Celtics          |
| 1980-1981 | Jerry Colangelo (2) | Stati Uniti | Phoenix Suns            |
| 1981-1982 | Bob Ferry (2)       | Stati Uniti | Washington Bullets      |
| 1982-1983 | Zollie Volchok      | Stati Uniti | Seattle SuperSonics     |
| 1983-1984 | Frank Layden        | Stati Uniti | Utah Jazz               |
| 1984-1985 | Vince Boryla        | Stati Uniti | Denver Nuggets          |
| 1985-1986 | Stan Kasten         | Stati Uniti | Atlanta Hawks           |
| 1986-1987 | Stan Kasten (2)     | Stati Uniti | Atlanta Hawks           |
| 1987-1988 | Jerry Krause        | Stati Uniti | Chicago Bulls           |
| 1988-1989 | Jerry Colangelo (3) | Stati Uniti | Phoenix Suns            |
| 1989-1990 | Bob Bass            | Stati Uniti | San Antonio Spurs       |
| 1990-1991 | Bucky Buckwalter    | Stati Uniti | Portland Trail Blazers  |
| 1991-1992 | Wayne Embry         | Stati Uniti | Cleveland Cavaliers     |
| 1992-1993 | Jerry Colangelo (4) | Stati Uniti | Phoenix Suns            |
| 1993-1994 | Bob Whitsitt        | Stati Uniti | Seattle SuperSonics     |
| 1994-1995 | Jerry West          | Stati Uniti | Los Angeles Lakers      |
| 1995-1996 | Jerry Krause (2)    | Stati Uniti | Chicago Bulls           |
| 1996-1997 | Bob Bass (2)        | Stati Uniti | Charlotte Hornets       |
| 1997-1998 | Wayne Embry (2)     | Stati Uniti | Cleveland Cavaliers     |
| 1998-1999 | Geoff Petrie        | Stati Uniti | Sacramento Kings        |
| 1999-2000 | John Gabriel        | Stati Uniti | Orlando Magic           |
| 2000-2001 | Geoff Petrie (2)    | Stati Uniti | Sacramento Kings        |
| 2001-2002 | Rod Thorn           | Stati Uniti | New Jersey Nets         |
| 2002-2003 | Joe Dumars          | Stati Uniti | Detroit Pistons         |
| 2003-2004 | Jerry West (2)      | Stati Uniti | Memphis Grizzlies       |
| 2004-2005 | Bryan Colangelo     | Stati Uniti | Phoenix Suns            |
| 2005-2006 | Elgin Baylor        | Stati Uniti | Los Angeles Clippers    |
| 2006-2007 | Bryan Colangelo (2) | Stati Uniti | Toronto Raptors         |
| 2007-2008 | Danny Ainge         | Stati Uniti | Boston Celtics          |
| 2008-2009 | Mark Warkentien     | Stati Uniti | Denver Nuggets          |
| 2009-2010 | John Hammond        | Stati Uniti | Milwaukee Bucks         |
| 2010-2011 | Pat Riley           | Stati Uniti | Miami Heat              |
| 2010-2011 | Gar Forman          | Stati Uniti | Chicago Bulls           |
| 2011-2012 | Larry Bird          | Stati Uniti | Indiana Pacers          |
| 2012-2013 | Masai Ujiri         | Nigeria     | Denver Nuggets          |
| 2013-2014 | R.C. Buford         | Stati Uniti | San Antonio Spurs       |
| 2014-2015 | Bob Myers           | Stati Uniti | Golden State Warriors   |
| 2015-2016 | R.C. Buford (2)     | Stati Uniti | San Antonio Spurs       |
| 2016-2017 | Bob Myers (2)       | Stati Uniti | Golden State Warriors   |
| 2017-2018 | Daryl Morey         | Stati Uniti | Houston Rockets         |
| 2018-2019 | Jon Horst           | Stati Uniti | Milwaukee Bucks         |
| 2019-2020 | Lawrence Frank      | Stati Uniti | Los Angeles Clippers    |
| 2020-2021 | James Jones         | Stati Uniti | Phoenix Suns            |
| 2021-2022 | Zachary Kleiman     | Stati Uniti | Memphis Grizzlies       |
| 2022-2023 | Monte McNair        | Stati Uniti | Sacramento Kings        |
| 2023-2024 | Brad Stevens        | Stati Uniti | Boston Celtics          |
| 2024-2025 | Sam Presti          | Stati Uniti | Oklahoma City Thunder   |